# Платон (лунный кратер)
Кратер Плато́н (лат. Plato) — древний крупный ударный кратер на видимой стороне Луны на северо-восточной границе Моря Дождей, в северо-западной оконечности гор Альпы. Назван в честь древнегреческого философа Платона (428 или 427 до н. э., 348 или 347 до н. э), название впервые предложено Джованни Риччоли в 1651 году, окончательно закреплено Международным астрономическим союзом в 1935 году. Кратер образовался в позднеимбрийскую эпоху, возраст его оценивается в 3,84 миллиарда лет, что немного меньше возраста Моря Дождей. Диаметр кратера составляет приблизительно 95-100 км.

## Описание кратера

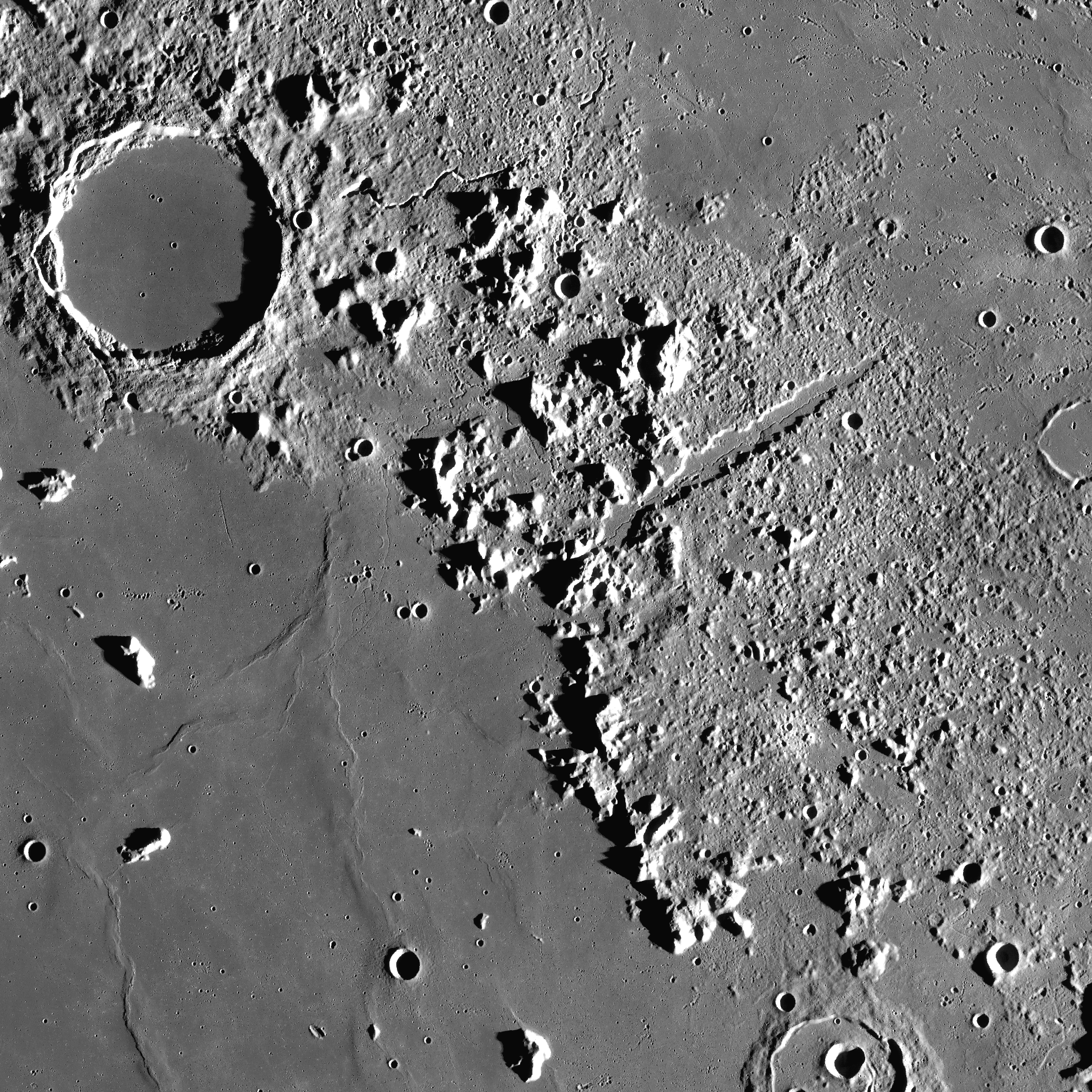
Кратер Платон (слева вверху) и горы Альпы. Комбинация снимков зонда Lunar Reconnaissance Orbiter.

На юге от кратера находятся горы Тенерифе, на северо-западе простирается Море Холода, на востоке от кратера находится система борозд – борозды Платона, на северо-западе расположен кратер Блисс. Селенографические координаты центра кратера 51°37′ с. ш. 9°23′ з. д. / 51,62° с. ш. 9,38° з. д., диаметр 100,58 км, глубина 2,0 км. Объем кратера составляет приблизительно 12100 куб.км.. 

Кратер полностью заполнен базальтовой лавой, центральный пик и значительные кратеры в его чаше отсутствуют. Дно чаши кратера приблизительно на 500 м выше уровня моря Дождей. Чаша кратера имеет сравнительно низкое альбедо, поэтому на фоне окружающей местности кратер выглядит хорошо заметным темным пятном. В XVII веке польский астроном Ян Гевелий называл кратер «Большое Черное озеро». Вал кратера нерегулярный, с высокими зубчатыми пиками, отбрасывающими заметные тени при нахождении солнца под низким углом. Наибольшую высоту имеют пик Дзета ζ (2900 м) в западной части вала и пики Гамма γ (3200 м), Дельта δ (2600 м), Эпсилон ε (1900 м) в восточной части вала. Следует отметить, что достоверных данных о высотах пиков нет, другие источники приводят иные данные. Участки внутреннего склона подверглись значительному обрушению, особенно большой участок треугольной формы в западной части – плато Дзета длиной 15 км, отделенное от вала каньоном. В юго-западной части от внешнего вала отходит приметная долина. Кратер имеет правильную форму, однако при наблюдении с Земли кажется эллиптичным за счет перспективного искажения.

## Кратковременные лунные явления
Кратер получил известность благодаря многочисленным наблюдениям в нем кратковременных лунных явлений в виде ярких пятен, изменения яркости светлого сектора на дне, свечения на фоне пепельного света, вспышек во время затмений, занимая по числу таких наблюдений второе место. Однозначного объяснения этих явлений на сегодня не существует. Однако на сегодняшний день нет ни одной фотографии кратера с космических аппаратов или земных обсерваторий, на которых были бы зафиксированы эти явления.

## Сателлитные кратеры
| Платон | Широта   | Долгота  | Диаметр  |
| ------ | -------- | -------- | -------- |
| B      | 53,1° N  | 17,3° W  | 12,45 км |
| C      | 53,37° N | 19,46° W | 8,9 км   |
| D      | 49,69° N | 14,57° W | 9,38 км  |
| E      | 49,77° N | 16,19° W | 6,63 км  |
| F      | 51,72° N | 17,4° W  | 7,15 км  |
| G      | 52,14° N | 6,28° W  | 7,95 км  |
| H      | 55,17° N | 2,03° W  | 10,69 км |
| J      | 49,05° N | 4,58° W  | 7,72 км  |
| K      | 46,83° N | 3,26° W  | 6,51 км  |
| KA     | 46,79° N | 3,58° W  | 5,49 км  |
| L      | 51,64° N | 4,4° W   | 10,42 км |
| M      | 53,11° N | 15,5° W  | 7,92 км  |
| O      | 52,31° N | 15,43° W | 7,81 км  |
| P      | 51,53° N | 15,21° W | 8,16 км  |
| Q      | 54,61° N | 4,85° W  | 7,83 км  |
| R      | 53,78° N | 18,46° W | 6,29 км  |
| S      | 53,86° N | 15,02° W | 7,14 км  |
| T      | 54,58° N | 11,27° W | 7,49 км  |
| U      | 49,61° N | 7,39° W  | 5,61 км  |
| V      | 55,86° N | 7,37° W  | 5,78 км  |
| W      | 57,24° N | 17,81° W | 4,21 км  |
| X      | 50,2° N  | 13,82° W | 4,45 км  |
| Y      | 53,18° N | 16,31° W | 9,96 км  |

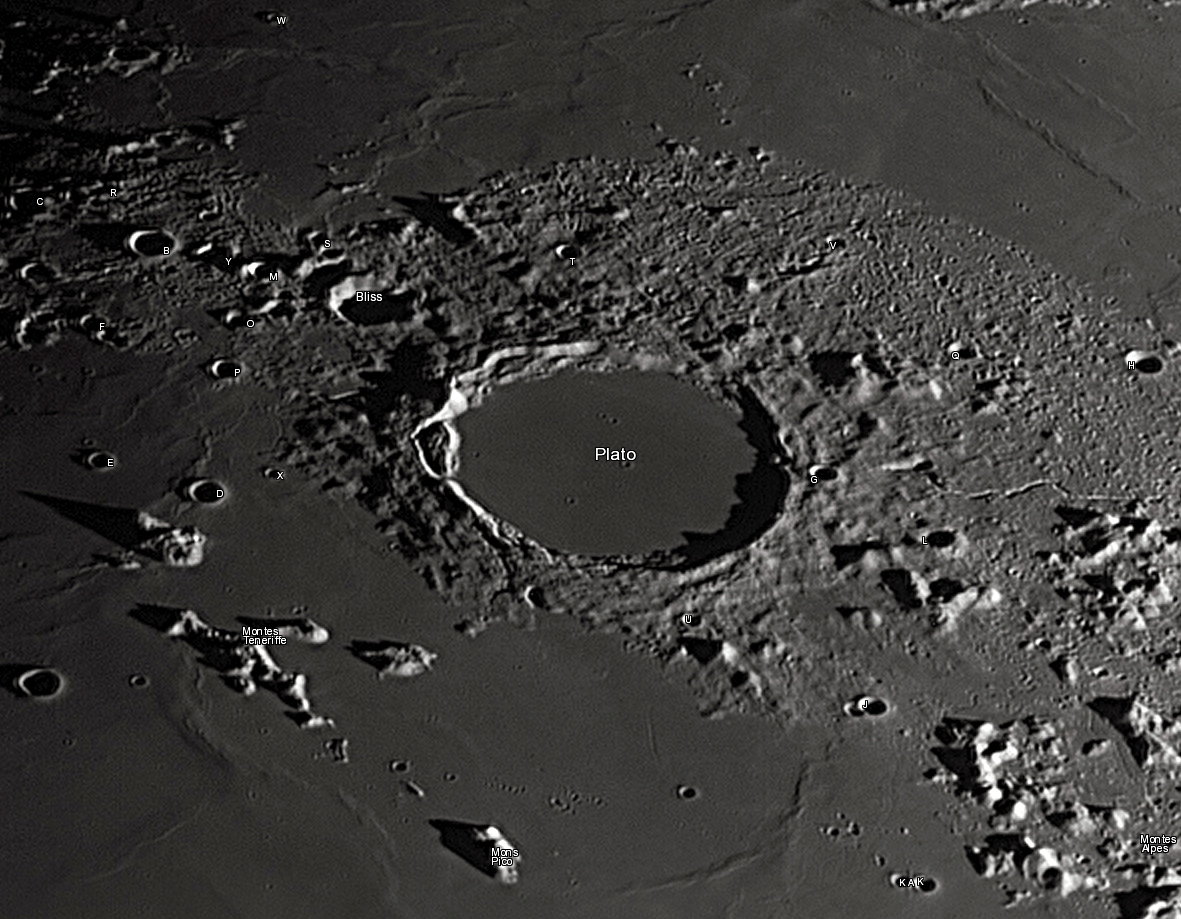
Снимок Девида Кемпбелла.

Сателлитный кратер Платон А в 2000 году переименован Международным астрономическим союзом в кратер Блисс.